# Pierre Forterre
Pierre Forterre (* 14. Dezember 1940 in Enghien-les-Bains; † 12. März 2018 in Paris) war ein Général d’armée (Armeegeneral) des Heeres der Französischen Streitkräfte.

## Militärische Laufbahn

### Ausbildung und erste Verwendungen
Im September 1961 trat Forterre als Offizieranwärter in die Militärschule Saint-Cyr in Coëtquidan und im Anschluss in die École de cavalerie de Saumur (Kavallerieschule Saumur) ein. Nach diesen Ausbildungen wurde er in der 4e groupe d’escadrons de hussards eingesetzt.

### Dienst als Stabsoffizier
Am 1. März 1971 schloss Forterre den Stabsoffizierslehrgang ab und wurde ab 1. August 1971 im Rang eines Hauptmanns als Zugführer eines AMX-30-Zuges im 4e régiment de cuirassiers in Bitsch eingesetzt. Vom August 1974 bis Juli 1978 hatte er verschiedene leitende Funktionen in der Direction de l'enseignement militaire supérieur Scientifique et Technique der École militaire inne und erhielt dort im Anschluss eine höhere wissenschaftlich-technische Ausbildung. Im August 1980 wechselte Forterre in den Generalstab des Heeres und wurde dort zum Oberstleutnant befördert. Von 1984 bis 1986 wurde er als Kommandeur des 503e régiment de chars de combat (503. Panzerregiment) in Mourmelon-le-Grand eingesetzt.

### Dienst als General
Nach seinem Dienst als Kommandeur des 503e régiment de chars de combat kehrte er in den Stab des Heeres zurück, wurde zum Brigadegeneral befördert und war von 1990 bis 1992 Stabschef des Sekretärs für Nationale Verteidigung. Von 1992 bis 1995 war Forterre Leiter der Militärschule Saint-Cyr und wurde während dieser Zeit zum Generalmajor befördert. Am 1. Januar 1996 folgte seine Beförderung zum Generalleutnant und vom 31. Januar 1996 bis zum 15. Dezember 1997 war er als Kommandierender General des Eurokorps eingesetzt. Anschließend wurde Forterre Kommandeur des Landstreitkräftekommandos in Lille. Am 1. August 2000 wurde er zum Général d’armée befördert und ein Jahr später am 1. August 2001 pensioniert.

## Auszeichnungen
- Chevalier de la Légion d’Honneur
- Officier de l’Ordre National du Mérite

## Privates
Pierre Forterre war verheiratet und hatte vier Kinder.